# Thomas Lennon (cineasta)
Thomas Lennon é um cineasta estadunidense, conhecido pelos trabalhos em documentários em curta-metragem. Vencedor do Emmy Awards e Alfred I. duPont–Columbia University Award, foi indicado ao Oscar de melhor documentário de curta-metragem, vencendo por The Blood of Yingzhou District na edição de 2007.